# Tanaecia trigerta
Tanaecia trigerta är en fjärilsart som beskrevs av Moore 1857. Tanaecia trigerta ingår i släktet Tanaecia och familjen praktfjärilar. Inga underarter finns listade i Catalogue of Life.